# Francisco Álvares
Francisco Álvares (Coimbra, 1465 – Roma, 1536/1541) è stato un presbitero, missionario ed esploratore portoghese.

## Biografia
Fu cappellano di Manuele I, Re del Portogallo, il quale si distinse per le grandi imprese marinare che promosse, incluse quelle di Vasco de Gama, Alfonso de Albuquerque, e l'invio in Etiopia dello stesso Álvares.
Álvares fu ambasciatore del Portogallo in Etiopia per sei anni. Ritornato in Portogallo, nel 1527 scrisse una relazione del suo viaggio che fu pubblicata in francese ad Anversa nel 1558 sotto il titolo Description de l'Ethiopie. Fu il primo libro che diede in Europa notizie sicure sull'Abissinia.